# Арнульф Шокський
Арнульф Шокський (фр. Arnoulf de Chocques; помер у 1118 р.) — учасник Першого хрестового походу, провідний церковний діяч Єрусалимського королівства, обраний першим латинським патріархом Єрусалиму в 1099 році і знову з 1112 по 1118 роки. Відомий також як Арнульф Рельський (фр. Arnoulf de Rœux), імовірно, за назвою села Рель, приблизно за 70 км від його рідного села Шок, а також під прізвиськом Малькурон (Malcouronne), що означає «погано підстрижений».

## Біографія

### Раннє життя
Арнульф був позашлюбним сином фламандського священика і навчався богослов'ю у Ланфранка в Кані. У 1070-х роках він був вихователем Сесілії, дочки короля Англії Вільгельма Завойовника, яку у молодому віці віддали у монастир. Він також був вчителем Ральфа Канського, одного з пізніших хроністів Першого хрестового походу. Був близьким до Одо, єпископа Байє, якого супроводжував у Хрестовому поході.

### Участь в першому хрестовому поході
Під час Першого хрестового походу, Арнульф був капеланом нормандської армії хрестоносців під проводом Роберта Нормандського, брата Сесілії та сина Вільгельма Завойовника. Швидше за все, він був призначений папським легатом під керівництвом генерального легата Адемара з Ле-Пюї, а після смерті Адемара в 1098 році він розділив контроль над духовенством з колегою-легатом Петром Нарбонським. Деякі з ненормандських лицарів в інших арміях хрестоносців вважали його корумпованим і, за чутками, співали про нього вульгарні пісні, але більшість хрестоносців поважали його як красномовного проповідника.
Він був одним із головних скептиків щодо правдивості заяв Петра Варфоломія про віднайдення списа Лонгина в Антіохії, і головним чином через заперечення зі сторони Арнульфа Петро добровільно згодився пройти випробування вогнем, після якого помер через отримані опіки. Протистояння Арнульфа з Петром привело його до конфлікту з тулузьким графом Раймундом IV, який був прихильником Петра і повірив його історії. Щоб пом'якшити напруження, що виникло серед хрестоносців з цього приводу, а також підняти настрій після смерті Петра Варфоломія, Арнульф допоміг зробити статую Христа, яка була встановлена на одній з облогових машин під час облоги Єрусалиму. Після взяття Єрусалиму він віднайшов Істинний Хрест у Храмі Гробу Господнього. Це відкриття не було таким суперечливим, як відкриття списа Лонгина, хоча також викликало певні підозри. Можливо, Арнульф намагався компенсувати проблеми, які він спричинив, спростувавши автентичність списа, і Істинний Хрест став найсвятішою реліквією Єрусалимського королівства.

### Обрання патріархом
Після того, як Раймунд залишив Єрусалим, за підтримки Роберта Нормандського 1 серпня 1099 року Арнульф був обраний латинським патріархом Єрусалиму. Його підтримав Годфрід Буйонський, перший правитель Єрусалиму, і, у свою чергу, він підтримав рішення Годфріда зробити Єрусалим світським, а не духовним королівством, як це планувалось відпочатку. Разом з реліквією Істинного Хреста він супроводжував Годфріда в битві при Аскалоні. Арнульф наполягав на впровадженні латинського обряду серед хрестоносців, заборонивши всі інші, тим самим ще більше відчужуючи незадоволених греків. Однак невдовзі його обрання піддалося сумнівам щодо його канонічності, оскільки на момент обрання він ще не був дияконом. Перш ніж він міг бути висвячений, його замінив у грудні Дагоберт Пізанський, якого Папа Пасхалій II призначив легатом. Натомість Арнульф був призначений архідияконом Єрусалиму.
У 1112 році він знову офіційно став патріархом, хоча багато інших священнослужителів не довіряли йому і вважали його невиправдано суворим. Він був особливо непопулярний серед православних і сирійських християн, після того, як заборонив нелатинські меси біля Гробу Господнього. Його звинувачували в різних злочинах: сексуальних стосунках з мусульманкою, симонії, і, що найважливіше — потуранні подвійному шлюбу короля Балдуїна I з Аделаїдою дель Васто, коли його перша дружина Арда Вірменська була ще жива. Він був ненадовго скинутий папським легатом у 1115 році, але звернувся до папи Пасхалія II і був поновлений у 1116 році за умови, що він анулює шлюб Балдуїна та Аделаїди.
Він залишався Патріархом до своєї смерті в 1118 році.

## Родина
Арнульф видав свою племінницю Емму (Емелоту), за Есташа I Граньє, латинського сеньйора Кесарії та Сидону. Після його смерті Емма вийшла заміж за Гуго II де Пюізе.